# ديندري
ديندري هي قرية تقع في جزيرة أنجوان في جزر القمر. بلغ عدد سكانها 4,441 نسمة حسب إحصاء عام 1991. و7,816 في تقدير عام 2009.